# Late at Night
Late at Night è un singolo del rapper statunitense Roddy Ricch, pubblicato il 4 giugno 2021 come primo estratto dal secondo album in studio Live Life Fast.

## Video musicale
Il video musicale, diretto da Director X, è stato reso disponibile in concomitanza con l'uscita del brano.

## Tracce
Testi di Rodrick Moore, Dijon McFarlane e Shah Rukh Zaman Khan, musiche di Dijon McFarlane.
1. Late at Night – 2:54

## Formazione
- Roddy Ricch – voce
- Mustard – programmazione, produzione
- GYLTTRYP – programmazione, co-produzione
- Derek "MixedByAli" Ali – missaggio
- Pete Gonzoles – missaggio
- Chris Dennis – registrazione

## Classifiche

### Classifiche settimanali
| Classifica (2021) | Posizione massima |
| ----------------- | ----------------- |
| Australia         | 49                |
| Canada            | 24                |
| Grecia            | 82                |
| Irlanda           | 38                |
| Lituania          | 94                |
| Portogallo        | 104               |
| Regno Unito       | 40                |
| Stati Uniti       | 20                |

### Classifiche di fine anno
| Classifica (2021) | Posizione |
| ----------------- | --------- |
| Stati Uniti       | 72        |